# Banco delle opere di carità
Il Banco delle opere di carità è un'associazione a carattere nazionale che si occupa del recupero dello spreco facendolo diventare risorsa. Il Banco  delle opere di carità è un'opera sociale al servizio delle opere di carità presenti sul territorio nazionale.
Attività del Banco sono la raccolta degli alimenti dalla filiera agroalimentare, l'approvvigionamento dei farmaci da banco, dei prodotti igienico sanitari e la successiva ridistribuzione ad enti caritativi ed associazioni presenti in Italia che operano nel sostegno verso le persone indigenti. Inoltre l'inserimento lavorativo e l'assistenza legale.
Oggi il  Banco delle opere di carità è presente in Campania, Molise, Puglia, Lazio, Basilicata, Calabria, Marche e Piemonte.
Nato in Italia nel 1993 come associazione di volontariato Banco alimentare comitato regionale della Campania, si è evoluto nel 2009  in  Banco delle opere di carità per ampliare l'offerta assistenziale a favore dei meno abbienti della nostra società.
Il  Banco delle opere di carità assiste 350.000 persone attraverso 1.150 enti convenzionati. 
La sede centrale è in Campania, a Caserta in viale Enrico Mattei 14, ed in Italia sono operanti ulteriori sedi recanti il nome Banco delle opere di carità.